# Wilhelm Bousset

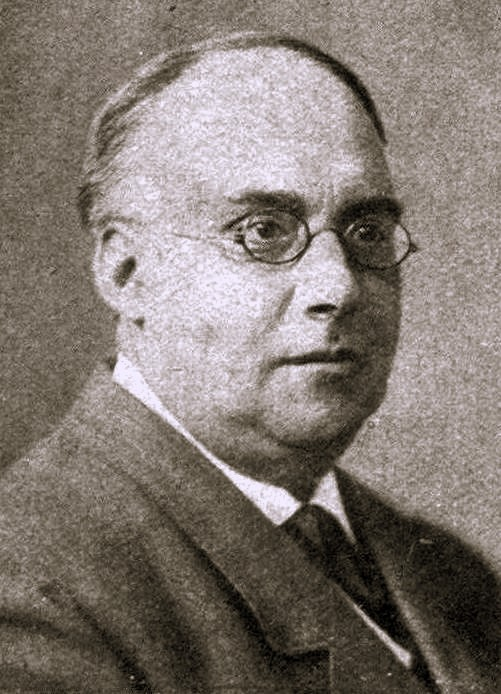
Wilhelm Bousset (um 1920)

Johann Franz Wilhelm Bousset (* 3. September 1865 in Lübeck; † 8. März 1920 in Gießen) war ein deutscher evangelischer Theologe. Er war ein Hauptvertreter der Religionsgeschichtlichen Schule und ein maßgeblicher Erforscher des „Spätjudentums“ (ca. 150 v. Chr. – 135 n. Chr.) in seiner Bedeutung für die Entstehung des frühen Christentums, er wies auch hellenistische und orientalische Einflüsse auf das Urchristentum nach. Bousset lehrte in Göttingen und Gießen.

## Leben
Bousset ist Nachkomme einer Hugenottenfamilie. Sein Vater Johann Hermann Bousset war seit 1861 37 Jahre lang lutherischer Pfarrer an St. Lorenz in Lübeck. Therese Bousset, Witwe von Joachim Christian Bousset, die Thomas Mann in den Buddenbrooks als Sesemi (Kosename für Therese) Weichbroth verewigte, war seine angeheiratete Tante. Seine Mutter, Auguste Bousset (* 25. Februar 1837; † April 1897), stammte aus der Lübecker Familie Hartwig, den Inhabern der Handelsgärtnerei Steltzner und Schmalz. Dieser familiäre Hintergrund prägte zeitlebens seine ernste Frömmigkeit. Er besuchte das Katharineum zu Lübeck bis zum Abitur Ostern 1884 und studierte dann Evangelische Theologie an den Universitäten Erlangen, Leipzig und Göttingen. In Erlangen trat er im Wintersemester 1884/85 der christlichen Studentenverbindung Uttenruthia Erlangen bei, wo er Ernst Troeltsch kennenlernte, mit dem ihn lebenslange Freundschaft verband. In seiner Göttinger Studentenzeit schloss er sich der Burschenschaft Germania an und beteiligte sich an der Gründung deren örtlicher Tochterverbindung Arminia.
An der Göttinger Universität habilitierte sich Bousset 1890 im Fach Neutestamentliche Theologie. Nach mehrjähriger Tätigkeit als Privatdozent wurde er dort 1896 zum außerordentlichen Professor ernannt. 1915 wurde er zum Mitglied der Göttinger Akademie der Wissenschaften gewählt. 1916 folgte Bousset einem Ruf an die Universität Gießen, wo er bis zu seinem frühen Tod 1920 lehrte. Von 1897 bis 1917 war er Mitherausgeber der Theologischen Rundschau.
Als Mitglied der Hannoveraner Landessynode erregte er mit der Forderung nach der aktiven Mitarbeit von Frauen in der Kirche den Zorn weiter kirchlicher Kreise. Er trat insbesondere für das Theologiestudium von Frauen ein und vertrat die Notwendigkeit des Pfarramts der Frauen.
Durch die Entfremdung der Arbeitermassen gegenüber Kirche und Religion tief betroffen, begeisterte er sich schon früh für die Ideen von Friedrich Naumann und trat 1919 zusammen mit seinem Studienfreund Ernst Troeltsch der Deutschen Demokratischen Partei bei.
Er war mit Marie Bousset geb. Vermehren aus Lübeck (1867–1944), einer Enkelin von Friedrich Bernhard Vermehren und Nichte von Moritz Vermehren, verheiratet. Sein jüngster Bruder war der Schriftsteller und Verleger Hermann Bousset (1871–1953). Er hatte noch eine Schwester Elisabeth (* 22. Mai 1867) und einen Bruder Theodor (* 18. Februar 1869).

## Werke
- Evangeliencitate Justin des Märtyrers in ihrem Wert für die Evangelienkritik von neuem untersucht. Vandenhoeck & Ruprecht, Göttingen 1891.
- Jesu Predigt in ihrem Gegensatz zum Judentum, Göttingen 1892.
- Der Antichrist in der Ueberlieferung des Judentums, des neuen Testaments und der alten Kirche: ein Beitrag zur Auslegung der Apocalypse. Vandenhoeck & Ruprecht, Göttingen 1895.
- Die Himmelsreise der Seele, in: Archiv für Religionswissenschaft 4 / 1901, 136-69 und 229-73 [Nachdruck]: Darmstadt: Wissenschaftliche Buchgesellschaft 1960.
- Die Religion des Judentums im neutestamentlichen Zeitalter (1903), Berlin 2. Auflage 1906.
- Jesus, (Religionsgeschichtliche Volksbücher I. Reihe Heft 2/3, 1904), Tübingen 3. Auflage 1907.
- Die Offenbarung Johannis. Von der 5. Auflage an bearbeitet von D. theol. Wilhelm Bousset (= Kritisch-exegetischer Kommentar über das Neue Testament. 16. Abtheilung). 6. Auflage. Vandenhoeck & Ruprecht, Göttingen 1906, (Online Wikisource, Textarchiv – Internet Archive).
- Hauptprobleme der Gnosis. Vandenhoeck & Ruprecht, Göttingen 1907.
- Unser Gottesglaube (Religionsgeschichtliche Volksbücher. V. Reihe. Sechstes Heft), J. C. B. Mohr (Paul Siebeck), Tübingen 1908.
- Kyrios Christos. Geschichte des Christusglaubens von den Anfängen des Christentums bis Irenaeus. Vandenhoeck & Ruprecht, Göttingen 1913.
- Jüdisch-christlicher Schulbetrieb in Alexandria und Rom. Literarische Untersuchungen zu Philo und Clemens von Alexandria, Justin und Irenäus. Vandenhoeck & Ruprecht, Göttingen 1915 (ND Olms, Hildesheim/Zürich/New York  2004).
- Jesus der Herr, Göttingen 1916.
- Apophthegmata. Studien zur Geschichte des ältesten Mönchtums. Aus dem Nachlaß hrsg. von Theodor Hermann und Gustav Krüger. Mohr, Tübingen 1923 (ND Scientia, Aalen 1969).
- Das Wesen der Religion dargestellt an ihrer Geschichte. Verlag von Gebauer-Schwetsche, Halle a. S. 1903.